# تطور منظومي للربائط بواسطة الإغناء المطرد

نظرة عامة على برتوكول الاختيار الصناعي. سلاسل الأحماض النووية (الدنا، الرنا، البنا) تبدأ كحلقة عشوائية ثم يتم إغناؤها عبر عملية الاختيار.

التطور المنظومي للربائط بواسطة الإغناء المطرد (بالإنجليزية: Systematic evolution of ligands by exponential enrichment)‏ واختصارا (سيليكس|SELEX) وتسمى كذلك بالاختيار الصناعي أو التطور الصناعي، هي تقنيةُ كيمياء توافقية في علم الأحياء الجزيئي لإنتاج قليلاتِ نوكليوتيدِ دنا أو رنا منفردة السلاسل والتي ترتبط بربيطة محددة أو عدة ربائط. رغم أن سيليكس يعتبر الاسم الأكثر شيوعا للإجراء، إلا أن بعض الباحثين يشيرون إله بـ (سآب-SAAB) (موقع الارتباط المختار والمضخم-selected and amplified binding site) وكذلك (كاستينغ-CASTing) (التضخيم الحلقي والاختياري للأهداف-cyclic amplification and selection of targets) تم تعريف الإجراء أول مرة سنة 1990 وفي سنة 2015 نُشرت نسخة خاصة من مجلة التطور الجزيئي بمناسبة مرور ربع قرن على الاكتشاف.

## العملية
تبدأ العلمية بصناعة مكتبة كبيرة جدا من قليلات نوكليوتيد متكونة من تسلسلات مشكَّلة عشوائيا وذات طول ثابت على أطرافها نهايتا 5' و3' دائمتين تعملان كمشرعات. لمنطقة مشكلة عشوائيا طولها ن، تكون عدد التسلسلات الممكنة في المكتبة هي 4ن (ن وضعية مع أربع احتمالات (A،T،C،G) لكل وضعية)، ثم تُعرَّض تسلسلات المكتبة لربيطةٍ مستهدفة -والتي يمكن أن تكون بروتينا أو مركبا عضويا صغيرا- وتُزال التسلسلات التي لم تقم بالارتباط، عادة بواسطة الاستشراب الانجذابي. بعدها يتم شطف السلاسل المرتبطة ومضاعفتها بواسطة تفاعل البوليميراز المتسلسل لتحضيرها لجولات أخرى من التنقية التي تزيد فيها صرامة شروط الشطف لتحديد أشد التسلسلات ارتباطا. يوجد تقدمٌ في الطريقة الأصلية يسمح لمكتبة رنًا بالاستغناء عن وضع النهايتين المشرعتين الدائمتين، والتي يمكن أن يكون من الصعب إزالتها بعد عملية التنقية لأنهما تعملان على استقرار البنيات الثنائية التي تكون غير مستقرة حين تكون مكونة من المنطقة العشوائية وحدها.
تُستخدم التقنية لتطوير أبتمرات ذات ارتباط تآلفي كبير مع مختلف الربائط المستهدفة، بما في ذلك الجزيئات الصغيرة مثل الـATP والأدينوزين والبروتينات مثل البريونات وعوامل النمو البطانية الوعائية (VEGF). فضلا على ذلك، تستخدم تقنية سيليكس لاختيار أبتمرات عالية الألفة للأهداف المعقدة مثل الخلايا الورمية. الاستخدامات السريرية للتقنية مستوحاة من الأبتمرات التي ترتبط بالواسمات الورمية،  الفلوروفورات المتعلقة بالبروتينات الفلورية خضراء (GFP)، والأبتمرات المرتبطة بـVEGF ذات الاسم التجاري ماكوجين التي تم اعتمادها من قبل إدارة الغذاء والدواء لعلاج التنكس البقعي. بالإضافة إلى ذلك، تُستخدم سيليكس للحصول على إنزيمات دنا عالية التخصص والتحفيز. العديد من إنزيمات الدنا الخاصة بالفلزات تم تقرير وجودها ومنها إنزيم الدنا GR-5 (المتخصص بالرصاص)، إنزيم الدنا CA1-3 (المتخصص بالنحاس)، إنزيم الدنا 39E (المتخصص باليوانيل)، وإنزيم الدنا NaA43 (المتخصص بالصوديوم).
هنالك أمر يجب أخذه في الحسبان وهو أن اختيار كيانات ذات ارتباط تآلفي مرتفع للغاية بتراكيز أقل من نانو مول يمكن أن لا يُحسِّن الخصوصية اتجاه الجزيء المستهدف. الارتباط بغير الهدف المتعلق بجزيئات ذات صلة بالجزيء المستهدف يمكن أن يكون لها تأثيرات سريرية معتبرة. توسيع الأبجدية الجينية (يقصد بها حروف القواعد النووية الخمسة) ومنه الأبتمرات الممكنة باستخدام أزواج قواعد غير طبيعية طُبِّق في سيليكس وتم تشكيل أبتمرات دنا عالية الألفة.